# Polycarpaea kuriensis
Polycarpaea kuriensis es una especie de fanerógama perteneciente a la familia de las cariofiláceas. Es endémica de Socotora en Yemen. Su hábitat natural son los matorrales secos y áreas rocosas subtropicales o tropical. 

## Descripción
Se diferencia de otras especies del género Polycarpaea en  el archipiélago de Socotora por sus pedúnculos que se caracterizan por la inflamación que tienen debajo de la cabeza  floral. 

## Distribución y hábitat
Es endémica de la isla de Socotora en Yemen donde se encuentra en las pendientes rocosas entre el matorral enano (Socotora y Samhah) y en los matorrales bajos de plantas suculentas en Abd al Kuri, en una altitud de 250-600 m. En lugares expuestos o cuando han sido intensamente pastoreados, a menudo, forma cojines densos, con los tallos cortos derivados de una placa  basal leñosa.

## Taxonomía
Polycarpaea kuriensis fue descrita por Rudolf Wagner y publicado en Sitzungsber. Kaiserl. Akad. Wiss., Math.-Naturwiss. Cl., Abt. 1 reimpr. 24: 1 1901.
Etimología
Polycarpaea: nombre genérico que procede del griego polys y karpos, y significa "abundante fructificación".
kuriensis: epíteto geográfico que alude a su localización en Abd al Kuri.	